# Garypus sini
Garypus sini es una especie de arácnido del orden Pseudoscorpionida de la familia Garypidae.

## Distribución geográfica
Se encuentra en México.